# アボガドロの法則
| ゲイ＝リュサック |  | ジョン・ドルトン |
| ゲイ＝リュサック |  | ジョン・ドルトン |

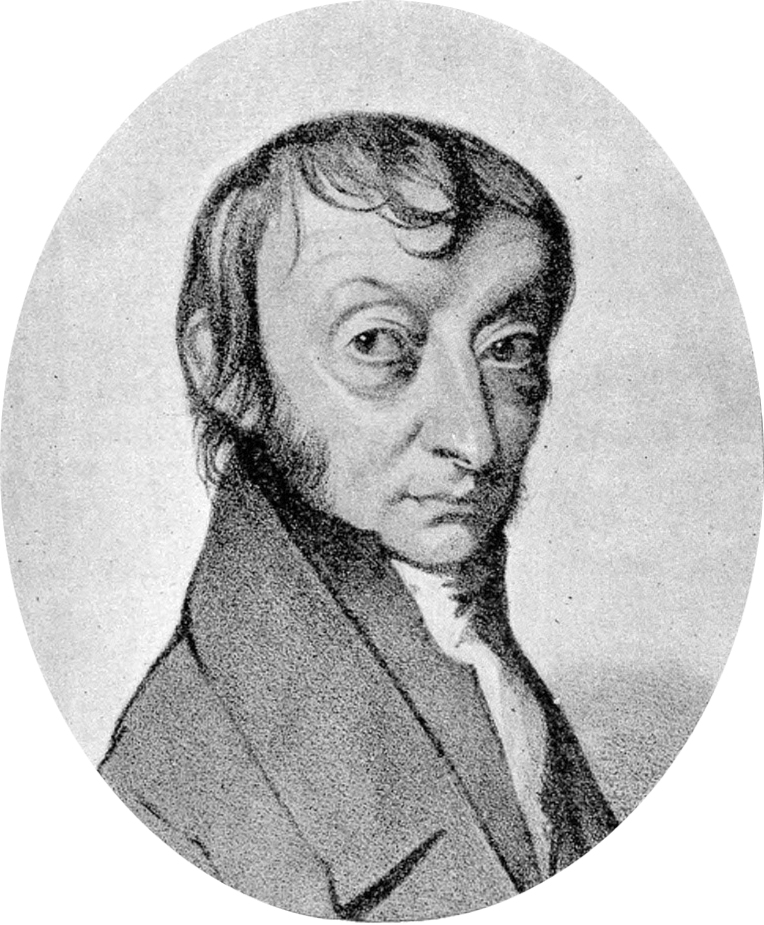
アメデオ・アヴォガドロ

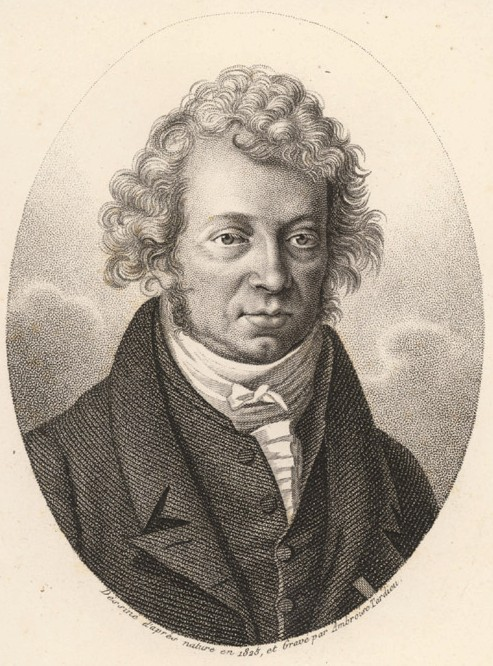
アンドレ＝マリ・アンペール

アボガドロの法則（アボガドロのほうそく、英語：Avogadro's law）とは、同一圧力、同一温度、同一体積のすべての種類の気体には同じ数の分子が含まれるという法則である。
1811年にアメデオ・アヴォガドロがゲイ＝リュサックの気体反応の法則とジョン・ドルトンの原子説の矛盾を説明するために仮説として提案した。
少し遅れて1813年にアンドレ＝マリ・アンペールも独立に同様の仮説を提案したことから、アボガドロ-アンペールの法則ともいう。
また特に分子という概念を提案した点に着目して分子説（ぶんしせつ）とも呼ぶ。
元素、原子、分子の3つの概念を区別し、またそれらに対応する化学当量、原子量、分子量の違いを区別する上で鍵となる仮説である。
アボガドロの仮説は提案後半世紀近くの間、一部の化学者以外にはほとんど忘れ去られていた。
そのため、化学当量と原子量、分子量の区別があいまいになり、化学者によって用いる原子量の値が異なるという事態に陥っていた。
1860年のカールスルーエ国際会議においてスタニズラオ・カニッツァーロによりアボガドロの仮説についての解説が行なわれ、これを聞いた多くの化学者が仮説を受け入れ原子量についての混乱は徐々に解消されていった。
その後、問題になったのはアボガドロの提案した分子という存在が実在するかどうかであった。
分子の実在を主張する側からは気体分子運動論が提案され、気体の状態方程式などが説明されるに至った。
しかし一方で実証主義の立場から未だ観測できていない分子はあくまで理論の説明に都合の良い仮説と主張する物理学者、化学者も多かった。
この問題は最終的には1905年のアルベルト・アインシュタインによるブラウン運動の理論の提案とジャン・ペランによるその理論の実証により間接的に分子の実在が証明されることによって解決した。
現在では分子の実在が確認されたことから、アボガドロの仮説はアボガドロの法則と呼ばれており、分子量と同じグラム数の気体が含む分子の数を表す物理定数を彼の名を冠してアボガドロ定数と呼んでいる。

## アボガドロの仮説
アボガドロの仮説が提案される原因となったのはゲイ＝リュサックの気体反応の法則であった。
気体反応の法則があらゆる気体に成立するとすれば、同一圧力、同一温度、同一体積中の気体にはある定数の整数倍の粒子が含まれていることになる。
例えば水素2リットルと酸素1リットルから水蒸気2リットルが生成し、炭素を酸素1リットルと燃焼させたときには一酸化炭素2リットルが生じる。
ジョン・ドルトンはこの実験事実自体を否定したが、アボガドロやイェンス・ベルセリウスはこの法則を認めた。
アボガドロはこの実験事実を説明するために、同一圧力、同一温度、同一体積の『すべての』気体にはある定数の粒子が含まれているとし、この粒子をmolecule（分子）と呼んだ。
アボガドロは化合により水ができるときには水素分子と酸素分子が2つに分割でき「半分子」になるとした。
アボガドロはこの半分子が2個より多くの原子からなることも考慮していたが、それまでに知られている気体反応の法則の例からは2個の原子からなると考えれば充分であるとした。
1814年にアンペールも同様の仮説を提唱した。
しかしその当時は、単一種の原子のみが結合して多原子分子を形成するという考えは受け入れがたかった（ギルバート・ルイスが共有結合の概念を提唱したのが1916年、その正体が量子化学に基づきヴァルター・ハイトラーとフリッツ・ロンドンにより初めて解明されたのは1927年である）。
ドルトンは重い気体と軽い気体が完全に混合して分離しないのは、同じ種類の原子同士に熱素による斥力が働いているのが原因であると考えており、同種原子の結合を認めなかった。
またベルセリウスは電気化学的二元論の考え方から同じ種類の原子には静電的な斥力が働くと考えていた。
電気化学的二元論は1840年ごろまで、化学の支柱的な理論として信奉された。
そのため、同種原子からなる分子の考え方が受け入れられるようになるのは、電気化学的二元論にほころびが生じてからのことであった。
一方で、ベルセリウスは気体反応の法則のつじつまを合わせるために、同一圧力、同一温度、同一体積のすべての『単体の』気体にはある定数の粒子が含まれていると限定して考えた。
すなわち水蒸気や一酸化炭素は単体の気体の半分の粒子しか含んでいないと考えたのである。
ベルセリウスはこの考え方を元に多くの原子量を決定していった。
しかしベルセリウスの考えもそれほど多くの化学者に広まらなかった。
そのため、それぞれの化学者が自分の考えに基づいて原子量を決定し、それに基づいて分子式を決める状態が長く続くことになる。

## アボガドロの仮説の検証
ほとんどの化学者には省みられなかったアボガドロの説ではあるが、少数の化学者がこれに興味をもち検証を行なおうとしていた。
ジャン・バティスト・アンドレ・デュマは常温で気体でない物質の蒸気密度を測定する方法を開発した。
しかし、いくつかの物質では高温で解離反応が起こってしまい、アボガドロの仮説を否定するような結果も得られてしまった。
この問題が解決されるのはずっと後の1865年にアドルフ・ヴュルツにより気体の解離反応が発見されてからのことである。
有機化学の進展に伴い置換反応が発見され電気化学二元論が揺らぎ始めたころ、ジェラールは1839年にすべての物質が2つの根が接合したものであるという残余の理論を提唱した。
残余の理論を採用すると、ベルセリウスの原子量・分子量決定法に問題があることが分かった。
ベルセリウスは金属 M の酸化物の組成式を MO と考えていたため、1価の金属の原子量がすべて真の値の2倍になっていた。
そしてカルボン酸の分子量を銀塩の組成から決定していたため、カルボン酸の分子量も真の値の2倍になってしまっていた。
ここでジェラールはカルボン酸の塩素置換反応に残余の理論を適用すると、塩化水素の分子量も従来の2倍になってしまうということに気づいた。
ジェラールは金属 M の酸化物の組成式は M2O であるとすれば一貫性が得られ、またアボガドロの仮説が成立することを示した。
しかし、ジェラールはこの分子量の改訂には消極的であり、むしろ一貫性を持てない分子量の概念を放棄したいと考えた。
この改訂の意義を積極的に主張したのはジェラールの友人オーギュスト・ローランであった。
ローランは残余の理論からの帰結として水素や酸素、塩素などの単体がアボガドロの仮説どおり二原子分子であることを主張した。
ジェラールやローランの主張はアレクサンダー・ウィリアムソンやウィリアム・オドリング、アウグスト・ヴィルヘルム・フォン・ホフマンらによって採用された。
しかし、多くの化学者は未だに自分自身の独自の分子式を使い続けていた。
1858年にスタニズラオ・カニッツァーロはデュロン・プティの法則を利用して無機化合物の組成式が決定できることを示した。
そしてアルカリ土類金属の酸化物の組成式がジェラールの提唱した M2O ではなく MO であることを示し、正しい原子量を提案した。
またアボガドロの仮説に基づく分子量決定法も合わせて示した。
そして、これらの方法を組み合わせることで、すべての元素の原子量を一つの値に決定できることを示したのである。
フリードリヒ・ケクレを初めとする化学者たちは、分子式や原子量についての見解を統一し混乱状態を解消するため、1860年にカールスルーエ国際会議を開催した。
カニッツァーロは自身の論文をパンフレットとして参加者に配布した。
会議の場では統一見解は得られなかったものの、多くの化学者にアボガドロの仮説の重要性が認識され、原子量や分子式の混乱は徐々に解消に向かった。
こうして正しい原子量が用いられるようになったことが、周期律の発見につながった。

## 分子の実在の検証
アボガドロの仮説は認められたものの、そこに現れる分子というものが本当に粒子として実在するのか、それとも単に説明に都合のよい概念に過ぎないのかは不明なままであった。
これは原子の実在性と合わせて19世紀末から20世紀初頭にかけての物理と化学における大きな論争となった。
分子を物理学の法則に従う粒子として扱った研究はアボガドロの仮説が認められるよりも早い時期から存在した。
ルネ・デカルトやアイザック・ニュートンは万物が粒子からなるという粒子論の立場をとり、あらゆる物理的な性質を粒子の運動から説明しようと考えていた。
1727年にはレオンハルト・オイラーが気体の状態方程式を気体粒子の運動から求める試みを行なっていた。
しかしまだ粒子の速度分布などが考慮に入っておらず、この試みは失敗する。
当時の未成熟な物理の理論を化学に適用することは成功せず、そのような試みはその後一世紀近くの間下火となる。
1843年にジョン・ジェームス・ウォーターストンはエネルギー均分の定理を提案し、圧力と気体の分子の平均速度の関係式や、温度が分子の平均速度の2乗に比例することを導出している。
しかし、この論文は1891年にレイリーが発見するまで埋もれていた。
圧力と平均速度の関係は1853年にウィリアム・トムソンによって、エネルギーの均分の定理は1859年にジェームズ・クラーク・マクスウェルによってそれぞれ独立に提案されることになる。
クラウジウスは1857年から翌年にかけて気体分子をある形を持った粒子として扱い、回転運動などを考慮した比熱理論を発表した。
1859年にマクスウェルは気体分子の速度分布則やエネルギー均分の定理などを含む理論を提唱し状態方程式を導出した。
1865年にこの結果を元にヨハン・ロシュミットは1cm3あたりの分子数であるロシュミット数を求めることに成功した。
このような成果はあったものの、多くの科学者が原子や分子の実在に懐疑的な立場をとるようになる。
これには熱力学の確立が大きく影響している。
1842年にはユリウス・ロベルト・フォン・マイヤーがエネルギー保存則を提唱した。
1843年にはジェームズ・プレスコット・ジュールの実験により熱がエネルギーの一種であることが確実となり、熱素説が完全に否定された。
また1850年にはクラウジウスが熱力学第二法則を提案した。
この熱力学第二法則が問題であった。
気体分子運動論はニュートン力学を基礎にしている。
ニュートン力学による運動は可逆であるため、気体分子運動論は熱力学の第二法則を説明できないことになってしまった。
また分子説には気体の性質以外の分野では、ほとんど何も有用な知見を導けていないという限界があった。
一方で熱力学は気体の性質以外に溶液や化学反応にも適用でき、多くの有用な知見を導いていた。
そこで熱の本性がエネルギーであったのと同様に、原子や分子も本性はエネルギーであると考える科学者たちが多くなった。
このエネルギー論の立場をとったのはヴィルヘルム・オストヴァルトやエルンスト・マッハらである。
一方ルートヴィッヒ・ボルツマンは原子、分子の存在を主張し、彼らの間で激しい論争となった。
1872年にボルツマンはボルツマン方程式とH定理を提案し、これにより熱力学の第二法則を説明できるとした。
しかし1876年にロシュミットから、それがニュートン力学の可逆性と矛盾しているのではないかという批判を受ける。
ボルツマンはそれを受けて1877年にエントロピーと確率の関係であるボルツマンの原理を示し、H定理に反するのは確率的にありえないようなわずかな場合に限ると主張した。
また1896年にエルンスト・ツェルメロは、ボルツマンの考えた系ではアンリ・ポアンカレの再帰定理により有限時間のちに同じ状態が再現されるため、H定理は成り立たないと主張した。
これに対しボルツマンは再帰に要する時間は非現実的な長さの時間であり考慮する必要はないと主張した。
しかし、これらの反論もオストヴァルトやマッハを納得させるには至らず、ボルツマンは1906年に自殺してしまう。
1900年にはマックス・プランクが黒体放射の放射公式を発表した。
この式の中にはボルツマン定数が含まれているため、黒体放射から間接的にアボガドロ定数を検証できる。
このことは1905年にアルベルト・アインシュタインによって指摘された。
最終的に原子と分子の実在性について決着を付けたのはアインシュタインとジャン・ペランであった。
アインシュタインは1905年にコロイドの濃度と粘性率の変化についての論文を博士論文として提出した。
またさらにブラウン運動をコロイド粒子に分子が多数ランダムに衝突することによるゆらぎの過程として記述する理論を提唱した。
これらの理論により、液体の性質からアボガドロ定数を算出する方法が新たに導かれた。
1908年にペランはこの新しい理論を詳細に検証し、アボガドロ定数を測定する実験を行なった。
それらの結果は従来の求められていた値とほぼ同じものであった。
こうしてやっと実際に分子が実在することがオストヴァルトらにも認められ、アボガドロの仮説は、法則として認められることになったのである。

## 脚註
1. ↑  Avogadro, Amedeo (1810). “Essai d'une maniere de determiner les masses relatives des molecules elementaires des corps, et les proportions selon lesquelles elles entrent dans ces combinaisons” (フランス語). Journal de Physique 73:  58–76 2009年1月30日閲覧。.（英語訳）